# مانوئل کویینزیاتو
مانوئل کویینزیاتو (ایتالیایی: Manuel Quinziato؛ زادهٔ ۳۰ اکتبر ۱۹۷۹) دوچرخه‌سوار اهل ایتالیا است.
از باشگاه‌هایی که در آن رکاب زده‌است می‌توان به تیم بی‌ام‌سی، تیم یوای‌ئی امارات، سونیر دوال-پرودیر، و لیکویگاس اشاره کرد.
وی در مسابقات کشوری و بین‌المللی در مجموع برندهٔ ۲ مدال طلا، ۲ مدال نقره شده‌است.